# Adenia panduriformis
Adenia panduriformis är en passionsblomsväxtart som beskrevs av Adolf Engler. Adenia panduriformis ingår i släktet Adenia och familjen passionsblomsväxter. Inga underarter finns listade i Catalogue of Life.